# ナム・ジヒョン
ナム・ジヒョン（ハングル：남지현、漢字：南志鉉、1995年9月17日 - ）は、韓国の元子役、女優。仁川広域市出身。マネジメントSOOP所属。西江大学心理学科卒業。

## 経歴
2004年にMBCにて放送された『愛してると云って』で子役デビュー。 その後、『ロビイスト』のチャン・ジニョン、『大王世宗』のイ・ユンジ、『エデンの東』のハン・ジヘ、『善徳女王』のイ・ヨウォン、『クリスマスに雪は降るの?』のハン・イェスルなど、韓国トップクラスの美人女優の少女時代を演じてきた。これらのドラマで彼女は、印象深い演技で出演する作品ごとに話題を生み、MBC演技大賞では、2008年、2009年と連続で子役賞を受賞した。2010年時点で、女性子役のオファー数が韓国で第1位を誇った。
2016年、『ショッピング王ルイ』では、ソ・イングクと共演し、ヒロインを演じる。この作品で、子役のイメージを捨て、初めてのロマンスの演技に挑戦し、MBC演技大賞で女性新人賞を受賞する。
2017年、『あやしいパートナー〜Destiny Lovers〜』では、チ・チャンウクと共演し、ヒロインを演じる。2011年に時代劇ドラマ『ペク・ドンス』でチ・チャンウク演じる主人公の相手役の少女時代を演じたこともあり、それ以来のタッグとして注目を集め、SBS演技大賞で優秀演技賞を受賞する。
2018年、時代劇ラブロマンス『100日の郎君様』では、EXOのド・ギョンス（ディオ）と共演し、ヒロインを演じる。それまで、tvN月火ドラマは視聴率が低迷していたが、最終回に最高視聴率14.4％を記録し、日本でも2020年にNHK総合などで放送された。
2020年、乾くるみによる小説『リピート』が原作で、日本のドラマをリメイクしたサスペンスドラマ『リセット〜運命をさかのぼる1年〜』に主演し、MBC演技大賞で最優秀演技賞受賞者4名の内の一人となった。

## 出演
主演作は太字

### テレビドラマ
- 愛してると云って（2004年、MBC） - ソ・ヨンチェ（少女時代）役
- マイラブ（2006年、SBS） - キム・ミン役
- 宮S（2007年、MBC） - ヤン・スニ（少女時代）役
- ロビイスト（2007年、SBS） - マリア / ユ・ソヨン（少女時代）役
- 大王世宗（2008年、KBS） - 昭憲（ソホン）王后（少女時代）役
- 私たちのハッピーエンディング（2008年、MBC）
- エデンの東（2008年 - 2009年、MBC）- キム・ジヒョン（少女時代）役
- 善徳女王（2009年、MBC） - トンマン（徳曼）/ 善徳（ソンドク）女王（少女時代）役
- クリスマスに雪は降るの?（2009 - 2010年、SBS） - ジウァン（少女時代）役
- ジャイアント（2010年、SBS） -ファン・ジョンヨン（少女時代）役
- ペク・ドンス（2011年、SBS） - ユ・ジソン（少女時代）役
- 少女探偵パク・ヘソル（2012年、KBS） - パク・ヘソル役
- あなたなしでは生きられない（2012年、MBC） - ウンドク役
- 花ざかりの君たちへ For You In Full Blossom（2012年、SBS） - ホン・ダヘ役
- エンジェルアイズ（2014年、SBS） - ユン・スワン（少女時代）役[10]
- 家族なのにどうして～ボクらの恋日記～（2014年 - 2015年、KBS） - カン・ソウル役[11]
- 深夜食堂fromソウル（2015年、SBS） - ヘリ役
- ショッピング王ルイ（2016年、MBC） - コ・ボクシル役[12]
- あやしいパートナー〜Destiny Lovers〜（2017年、SBS） - ウン・ボンヒ役[13]
- 100日の郎君様（2018年、tvN） - ユン・イソ / ヨン・ホンシム役[14]
- ウンジュの部屋（2018年 - 2019年、Olive）- ホンシム役※カメオ出演[15]
- リセット〜運命をさかのぼる1年〜（2020年、MBC） - シン・ガヒョン役[16]
- 経路を離脱しました（2021年、JTBC）- カン・スジ役[17]
- 魔女食堂にいらっしゃい（2021年、TVING） - チョン・ジン役[18]
- シスターズ（2022年、tvN） - オ・インギョン役[19][20]
- ハイクッキー（2023年、未定） - チェ・スヨン役[21]
- グッド・パートナー（2024年、SBS） - ハン・ユリ役

### 映画
- 無影剣（2005年）
- マイキャプテン、キム・デチュル（2006年）
- 麻婆島2（2007年）
- 視線1318（2009年）
- アストロボーイ - アトムの帰還（2009年）
- 今日（2011年）
- ファイ 悪魔に育てられた少年（2013年）
- トンネル（2016年）
- 古山子 大東輿地図（2016年）[22]

### 広告
- Bean Pole Bike Repair Shop（2014年）[23]

## 賞とノミネート

### 受賞
- 2006年 SBS演技大賞 子役賞『マイラブ』
- 2008年 MBC演技大賞 子役賞『エデンの東』
- 2009年 MBC演技大賞 子役賞『善徳女王』
- 2012年 KBS演技大賞 青少年賞『少女探偵パク・ヘソル』
- 2014年 KBS演技大賞 新人女優賞 / ベストカップル賞『家族なのにどうして～ボクらの恋日記～』[24]
- 2016年 MBC演技大賞 女性新人賞『ショッピング王ルイ』[25]
- 2016年 第1回 Asia Artist Awards ドラマ部門 ベストエンターテイナー賞『ショッピング王ルイ』[26][27]
- 2017年 SBS演技大賞 優秀演技賞 水木ドラマ部門『あやしいパートナー〜Destiny Lovers〜』
- 2018年 第13回Soompi Awards ベストキス賞 with チ・チャンウク『あやしいパートナー〜Destiny Lovers〜』
- 2019年 Soompi Awards ベストカップル賞 with ド・ギョンス『100日の郎君様』
- 2020年 MBC演技大賞 最優秀演技賞 月火ミニ・短幕部門『リセット～運命をさかのぼる1年～』[28][29]

### ノミネート
- 2007年 SBS演技大賞 子役賞『ロビイスト』
- 2012年 第21回ブイル映画賞 新人演技賞『今日』
- 2013年 第34回青龍映画賞 新人賞『ファイ 悪魔に育てられた少年』
- 2015年 第51回百想芸術大賞 TV部門新人女優賞『家族なのにどうして～ボクらの恋日記～』
- 2016年 第1回 Asia Artist Awards 女性人気賞『ショッピング王ルイ』
- 2016年 MBC演技大賞 ミニシリーズ部門優秀演技賞『ショッピング王ルイ』
- 2016年 MBC演技大賞 ベストカップル賞 with ソ・イングク『ショッピング王ルイ』[30]
- 2017年 SBS演技大賞 大賞『あやしいパートナー〜Destiny Lovers〜』
- 2017年 SBS演技大賞 ベストカップル賞 with チ・チャンウク『あやしいパートナー〜Destiny Lovers〜』
- 2018年 第13回Soompi Awards 女性部門今年の演技賞『あやしいパートナー〜Destiny Lovers〜』
- 2018年 第13回Soompi Awards ベストカップル賞 with チ・チャンウク『あやしいパートナー〜Destiny Lovers〜』
- 2018年 第2回 The Seoul Awards ドラマ部門女性人気賞『100日の郎君様』
- 2018年 第3回 Asia Artist Awards 俳優部門女性人気賞